# Pontaumur
Pontaumur – miejscowość i gmina we Francji, w regionie Owernia-Rodan-Alpy, w departamencie Puy-de-Dôme.
Według danych na rok 1990 gminę zamieszkiwało 859 osób, a gęstość zaludnienia wynosiła 62 osoby/km² (wśród 1310 gmin Owernii Pontaumur plasuje się na 264. miejscu pod względem liczby ludności, natomiast pod względem powierzchni na miejscu 669.).